# Tri-P-Let
Tri-P-Let ist ein Jazzalbum von Jemeel Moondoc. Die am 16. Juli 1996 in Amherst, Massachusetts entstandenen Aufnahmen erschienen 1996 auf Eremite Records als erste Veröffentlichung des Labels.

## Hintergrund
Nach seinem Album Nostalgia in Times Square hatte Jemeel Moondoc zehn Jahre lang kein weiteres Album vorgelegt. Mitte der 1990er-Jashre leitete der Saxophonist ein Trio mit dem Bassisten John Voigt und dem Schlagzeuger Laurence Cook. Kurz danach, am 27. Juli 1996, trat das Trio auf dem Fire in the Valley Festival in Amherst auf; der Mitschnitt erschien auf dem Eremite-Album Fire in the Valley.
Das Stück „Campbell's Soup“ ist dem Trompeter Roy Campbell gewidmet.

## Titelliste
- Jemeel Moondoc: Tri-P-Let (Eremite Records – MTE01)[1]

1. Triplet 5:48
2. Another One The Hard Way 14:13
3. Improvisation #61696 11:34
4. Campbell's Soup 11:50
5. Ruby's Riches 11:08

## Rezeption
Nach Ansicht von Derek Taylor, der das Album in All About Jazz rezensierte, scheint Moondoc mit dem einzigartigen Klang auf seinem Instrument ein Künstler zu sein, der sich in der Free-Jazz-Kosmologie sicher ist. Doch leider habe sich Moondocs Selbstvertrauen, wie bei so vielen seiner Kollegen, sich nicht in einer ständige Reihe von Aufnahmemöglichkeiten niedergeschlagen. Dies habe sich erst geändert, als das Label Eremite auf ihn aufmerksam wurde und begann, dessen Produktion aufzuzeichnen. Bereits dieser erste Auftritt auf dem Label habe etwas Wegweisendes – das Gefühl, dass ein Musiker in Gesellschaft von Freunden, die bereit sind, seiner beeindruckenden Führung zu folgen, zur Geltung komme. Das Studio-Setting sei etwas ungewöhnlich, vor allem wenn man bedenkt, dass sich Eremites Fokus bald hauptsächlich auf die Dokumentation von Konzertauftritten verlagern würde, aber die kontrollierte Umgebung habe eine feine Balance zwischen den Instrumenten ermöglicht.
Thom Jurek verlieh dem Album in Allmusic viereinhalb Sterne und schrieb, Jemeel Moondoc spielte zusammen mit Laurence Cook und John Voight fünf strukturierte Gruppenimprovisationen, die alle an frühere Zeiten der Free-Jazz-Bewegung erinnern würden, aber mit einer gewissen Verschrobenheit.